# Família Têmis
A família de asteroides Têmis é uma família Hirayama (tendo elementos orbitais semelhantes) dos asteroides encontrados na parte externa do cinturão de asteroides, entre as órbitas de Marte e Júpiter. A uma distância média de 3,13 UA do Sol, é um das mais populosas famílias de asteroides. É constituído por um núcleo bem definido de asteroides maiores e uma região envolvente outros menores. Este núcleo inclui o asteroide 24 Têmis (e é nomeado devido a este asteroide), descoberto em 5 de abril de 1853 pelo astrônomo italiano Annibale de Gasparis.
Os asteroides da família Têmis compartilham os seguintes elementos orbitais:
- semieixos maiores entre 3,08 e 3,24 UA;
- excentricidades orbitais entre 0,09 e 0,22;
- inclinações orbitais de menos de 3°.

A família Têmis é uma das maiores e dinâmicas famílias reconhecidas de asteroides, e é composta por asteroides tipo C com uma composição que se acredita ser análoga à de condritos carbonáceos.

## Principais membros
Até à data, a família Têmis compreende aproximadamente 535 asteroides conhecidos. Os mais importantes são:
| Nome | Nome     | Diâmetro médio | Semieixo maior | Inclinação orbital | Excentricidade | Descobrimento |
| ---- | -------- | -------------- | -------------- | ------------------ | -------------- | ------------- |
| 24   | Têmis    | 228 km         | 3,130 UA       | 0,760°             | 0,132          | 1853          |
| 62   | Erato    | 95,4 km        | 3,121 UA       | 2,22°              | 0,179          | 1860          |
| 90   | Antíope  | 110,0 km       | 3,156 UA       | 2,220°             | 0,156          | 1866          |
| 104  | Clímene  | 123,7 km       | 3,155 UA       | 2,798°             | 0,150          | 1868          |
| 171  | Ofélia   | 116,7 km       | 3,134 UA       | 2,545°             | 0,128          | 1877          |
| 468  | Lina     | 69,3 km        | 3,133 UA       | 0,440°             | 0,198          | 1901          |
| 526  | Jena     | ?              | 3,117 UA       | 2,172°             | 0,139          | 1904          |
| 846  | Lipperta | ?              | 3,121 UA       | 0,266°             | 0,187          | 1916          |